# Visual Boy Advance
VisualBoyAdvance (vanligen förkortat VBA) är en emulator för Nintendos bärbara spelkonsoler Game Boy, Game Boy Color och Game Boy Advance. Den har även portats till GameCube och Wii. Den senaste stabila versionen av programmet är 1.7.2 för Windows, 1.7.1 för Linux och BeOS samt 1.7.0 för Macintosh.

## Historia
VisualBoyAdvance-projektet startades av en person under aliaset Forgotten. När Forgotten lämnade utvecklingen av emulatorn, lämnades projektet över åt ett arbetslag vid namn VBA Team, som leds av hackaren kxu. Utvecklingen av det ursprungliga VisualBoyAdvance upphörde 2004, med versionerna 1.7.2 och 1.8.0 beta 3, och ett antal forkversioner har gjort av olika utvecklare sedan dess.
Ett arbetslag av hackare har formats för att koda en version av emulatorn kallad VBA-M, som har som mål att kombinera alla funktioner och fixar från de olika forkversionerna i en och samma version. VBA-M utvecklas aktivt, och har fått några uppdateringar under 2008 och 2009; några versioner kan bara laddas ned från Sourceforge-projektets sida. VBA-M har inte släppt en stabil version än, men det har redan fler funktioner än det ursprungliga VisualBoyAdvance (exempelvis verifierad kompatibilitet med Windows Vista och Windows 7, många fler grafikfilter och avlusningsverktyg). Den främsta saknade funktioner VBA-M är länkning med andra spelare, vilket kan göras med en annan fork kallad VBALink, vilken är endast för Windows, och inte är kompatibel med Vista eller nyare Windows-versioner.

## Funktioner

Exempel på ett 2xSaI-filter där algoritmer används för att forma bildens bildpunkter till en slät linje.

Följande funktioner stödjs av Visualboyadvance:
- Auto-fire
- Emulering för Game Boy Printer
- Exportera batterifiler till andra emulatorer
- GBA-avlusare i SDL-versionen
- Grafikfilter för förbättrad visning vid förstorning (2xSaI, Super 2xSaI, Super Eagle, AdvanceMAME, Pixelate, och rörelseoskärpa)
- Helskärmsläge
- Importera batterifiler från andra emulatorer
- Ljudinspelning
- Snabbsparning
- Snabbspolning
- Support för att ta skärmdumpar
- Support för Joystick och Gamepad
- Fuskkoder till Gameshark/Action Replay[5], Game Genie och CodeBreaker/Xploder[5]
- Support för gränssnittsskal
- Super Game Boy gräns- och färgpalett
- Videoinspelning (AVI)